# Sofrônio II de Jerusalém
Sofrônio II de Jerusalém foi o patriarca de Jerusalém entre 1059 e 1070. Ele também foi mencionado por Ingulph, um abade inglês, que destaca sua honestidade e piedade